# Rana pseudodalmatina
Rana pseudodalmatina es una especie de anfibio anuro de la familia Ranidae endémico de los bosques hircanios de Irán y Azerbaiyán. Desde el 5 de julio de 2019, los bosques hircanios han sido declarados Patrimonio de la Humanidad por la UNESCO.
Sus hábitats naturales son los bosques templados, las praderas templadas y los ríos.

## Distribución geográfica
Esta especie es endémica del norte de Irán. Se encuentra al sur del mar Caspio en las provincias de Mazandaran, Golestan y Gilan.

## Publicación original
- Eiselt & Schmidtler, 1971 : Vorlaufige Mitteilung uber zwei neue Subspezies von Amphibia Salientia aus dem Iran. Annalen des Naturhistorischen Museums in Wien, vol. 75, p. 383-385[4]